# كيناز الأسبارتات
كيناز الأسبارتات (بالإنجليزية: Aspartate kinase)‏ (أسبارتوكيناز، كيناز الأسبارتيك) هو إنزيم يحفز فسفرة الحمض الأميني أسبارتات. هذا التفاعل هو العملية الأولى في التخليق الحيوي لثلاث أحماض أمينيةأساسية: ميثيونين، ليسين وثريونين المعروفة «بعائلة الأسبارتات». يتواجد جين كيناز الأسبارتات فقط في الكائنات الدقيقة والنبات، ولا يتواجد في الحيوانات والتي يجب أن تحصل على الأحماض الأمينة الخاصة بعائلة الأسبارتات من غذائها.
يتواجد كيناز الأسبارتات في الإشريكية القولونية على شكل ثلاث نظائر إنزيمية تنظم بشكل مستقل، كل واحد منها مختص بأحد المسارات البيوكيميائية الثلاث مع الاتجاه. يسمح هذا الأمر بالتنظيم المستقل لمعدلات إنتاج الميثيونين، الليسين والثريونين. الهيئات التي تُنتج الثريونين والليسين عرضة لتثبيط التغذية الراجعة، ويمكن كبت الثلاثة جميعا على مستوى التعبير الجيني بواسطة التراكيز العالية لنواتجها النهائية. غياب هذه الإنزيمات في الحيوانات يجعلها أهدافا مفتاحية لمبيدات الأعشاب الضارة والمبيدات الحيوية جديدة ولتحسينات في القيمة الغذائية للمحاصيل.